# Koriatxa
Koriatxa (en rus: Коряча) és un poble de l'óblast de Leningrad, a Rússia, que el 2017 tenia 9 habitants. És documentat per primera vegada el 1500 amb el nom de Lipoixa.